# 田中一光
田中一光（日语：／ Tanaka Ikkō，1930年1月13日—2002年1月10日）是一名日本平面設計師。他以其跨領域的豐富作品而聞名，其中包括為西武百貨、馬自達、三宅一生、森英惠以及1985年世博會等品牌和企业识别圖形標誌和視覺素材。
田中被認為是無印良品基礎品牌識別的創始人，並透過樸實的線描和直接的口號，強調了「無品牌的商品」的宣傳標語。並運用大膽、多色幾何圖形而並充分發揮排版的動態視覺潛力，背後蘊含對傳統日本琳派美學的敏感。儘管對歷史先例和既定規範非常敏感，但田中在工作中仍保持了一定的趣味性，透過操縱顏色、比例和形式，重新配置熟悉的圖像符號，呈現出易於理解的視覺表達。他也因其設計能剧在日本及其他國家上演的表演展覽的海報而廣受肯定。
作為戰後日本設計的重要人物，田中被認為在設計領域的專業化和擴展發揮一定作用，其著作《日本風格》於1980年與维多利亚和阿尔伯特博物馆的同名展覽一同發布。

## 職業生涯

### 早期
田中於1930年出生於奈良市，曾就讀於京都市立藝術大學主修古代日本藝術，並於1950年畢業（p. 18） 。他的職業生涯始於大阪市的金剛佈業（現為葵緹亞）的紡織設計部門，並得到在法國接受培訓的設計師木下勝次郎的指導（p. 18）。1952年，為追求更注重印刷的設計事業，田中開始在大阪的《產經新聞》工作（p. 18）。儘管他本打算進入平面設計部門，但被安排在辦公室從事文職工作。
在沮喪和無所作為的情況下，田中開始為報紙劇院的演出繪製海報，並將它們貼在大樓的大廳裡。這些叛逆的作品引起了前衛藝術家吉原治良的注意，當時他正在為《產經新聞》的一場時裝秀工作，該時裝秀計劃作為報紙的宣傳活動在全國巡迴（p. 18）。受到田中設計的魅力，吉原提供給田中設計這些活動舞台裝置的工作，待巡迴結束後，田中則被提升到平面設計部門（p. 18）。並持續在《產經新聞》工作直到1957年，在此期間，他在1954年獲得了日本廣告藝術俱樂部（JAAC）會員獎（p. 24）

### 移居東京與職業發展

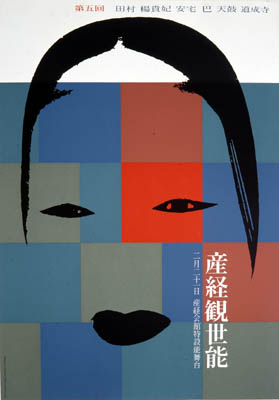
田中為「第五屆產經觀世能」設計的海報，1958年。1

受到在東京高島屋舉辦的「Graphic '55」展覽中，陳列作品的平面設計師龜倉雄策、早川良雄和山城隆一的啟發。 1957年，田中搬到東京，並在廣告公司光宣傳（Light Publicity）擔任職務。他於1963年在青山創立以自己名字命名的工作室。並在設計評論家勝見勝的支持下，協調許多大規模的國內和國際平面設計展覽。得到參與世界設計大會等重要平台的機會。
1960年12月，他首次前往美國與多位平面設計同行建立了聯繫，包括索爾·巴斯、亞倫·伯恩斯（Aaron Burns）、赫伯·露芭琳、伊萬·切馬耶夫、盧·多弗斯曼和彼得·布拉廷加等人。布拉廷加邀請田中在他任教的普瑞特藝術學院發表演講，並於1965年在荷蘭希爾弗瑟姆組織了一場個展。 
田中迅速嶄露頭角，贏得了多項獎項，包括1959年的日本廣告藝術俱樂部（JAAC）會員獎和1960年的東京藝術指導俱樂部金獎（p. 21）。並在1960年代為新成立的日本設計中心工作，該機構專注於為尋求建立更高廣告設計標準的企業提供服務。（p. 24）1967年，田口加入國際平面設計師協會（AGI）成為會員。並在隔年被任命為日本萬國博覽會政府館1號館展示設計負責人。
2002年，田中因急性心臟衰竭在東京辭世，享壽71歲。

## 作風

### 設計風格
田中的作品被認為呈現多樣性和不可預測性，總體展示了對負空間表達物質潛力、輪廓形式、新穎排列的大膽簡潔幾何圖形，以及生動的顏色斑塊的興趣，通常以不透明的處理方式呈現 。他對顏色和輪廓的清晰而精確運用可讓人聯想到江戶時代日本木版印刷中明確定義的形式，同時他的空間佈置與同時期的奥普艺术中的遞歸圖案相連，以及包豪斯平面設計中早期俏皮、散亂的構成風格。
田中的風格常與琳派繪畫學派聯繫在一起，該學派起源於17世紀的京都，並在18世紀和19世紀持續發展並週期性地重新出現。當時的藝術家青睞在畫作上裝飾設計和鮮豔的顏色，經常描繪本土的植物和動物在金箔上 。藝術史學家山下裕二將田中從自然界借用圖案，並將形式放置在單色背景中的手法描述為「琳派的20世紀版本」，以至於他可以被認為是「體現琳派的人物。」
田中本人則承認琳派對他作品的影響，同時表達了對完全與「離我們太遠的美的理念」完全一致的不情願（p. 15）。並在作品中保持傳統和現代之間的謹慎平衡，積極從美國的大眾文化和歐洲設計的先例中汲取靈感，將這些視覺語言與源自日本美學的圖案進行融合。

### 戲劇與文化部門

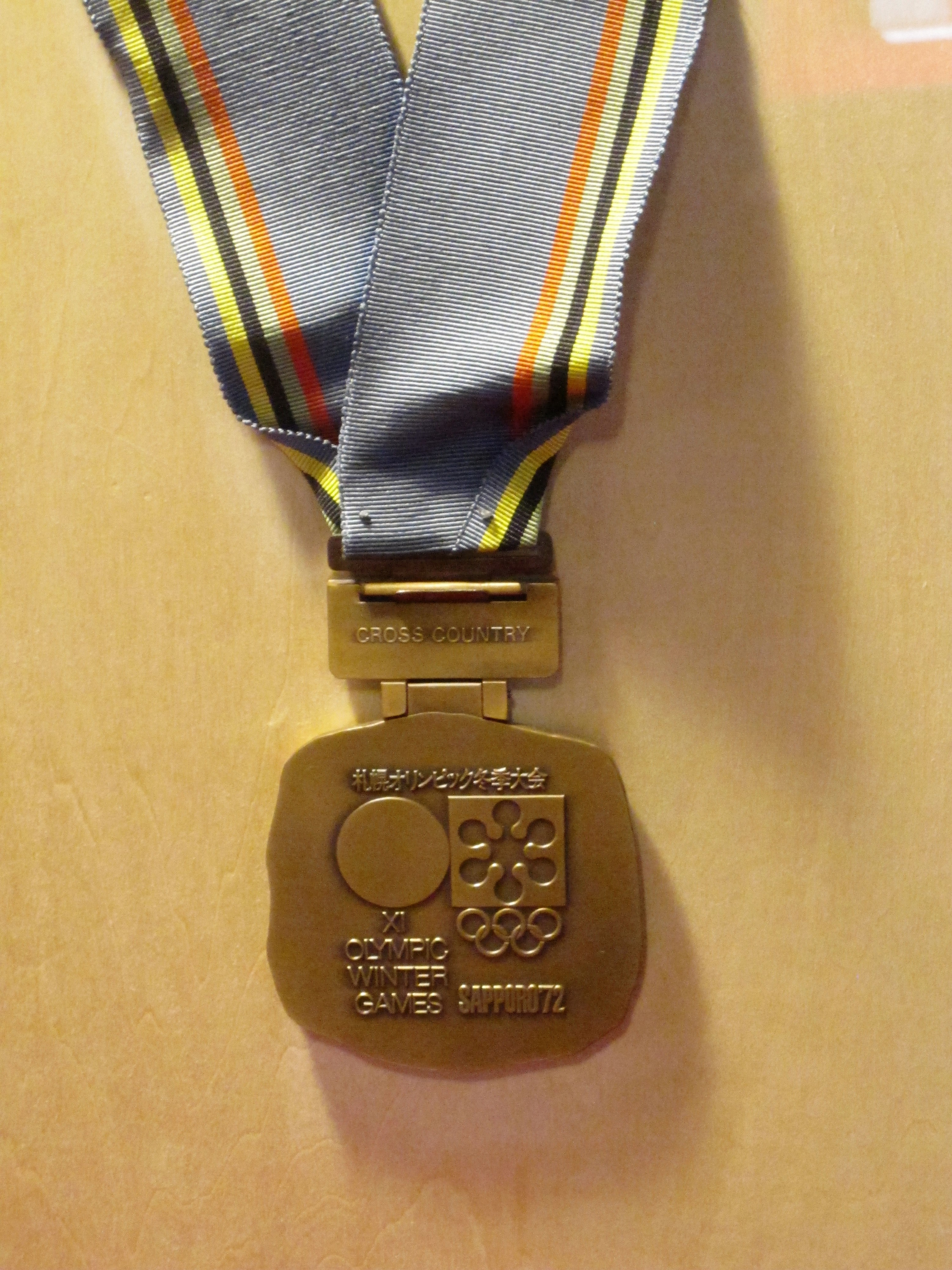
1972年札幌冬奧銅牌背面。

田中在創意領域的實踐涉及廣泛，他對跨學科合作的興趣可以追溯到他在京都的早期歲月。他曾參與了當地學生戲劇團的佈景和化妝工作，並與設計師如粟辻博和緒方規矩子等人士合作（p. 17）。 他曾談到自己對日本茶道的藝術性和表演的興趣，將自己設計師的角色比擬為茶道主人，因為兩者皆涉及短暫的過程，作為私人興趣和公眾觀眾之間的中介（p. 24）。這種思維貫穿他在劇院和其他表演藝術領域的廣泛工作，特別是在戰後推動能劇普及復興方面。
透過將能劇表演相關的印刷材料，從手寫紙條轉變為面向公眾的大膽海報，田中以更易於理解和視覺吸引的方式呈現傳統藝術的特質。，田中也為其他的藝術展覽、音樂表演以及許多文化和工業博覽會製作推廣品牌識別，包括大阪市的1970年世界博覽會、筑波市的1985年世界博覽會和東京的1996年世界城市博覽會。 其設計也涵蓋了大阪大学的主校徽，並為廣島市的《呼籲》（1988年）和國際特赦組織創作海報。也為1964年夏季奥林匹克运动会和1972年冬季奥林匹克运动会在札幌設計獎章。

### 商業
1975年，田中擔任西武控股的創意總監，他與西武的合作始於1973年，當時他受委託為西武劇場的演出制作海報（p. 26）。作為創意總監，田中隨後參與了一系列定義公司品牌識別的設計項目：除了製作了標誌性的平面設計，包括用於西武百貨商店包裝紙、購物袋的綠色和藍色圖案外，也參與了該公司所舉辦的展覽、櫥窗陳列、大廳和餐廳的室內設計。田中也為西武的其他子公司製作了標誌，包括Loft和季節信用。
1980年代，隨著日本設計逐漸以主流強化品牌識別，並非透過裝飾來加強品牌，為回應和緩解後資本主義品牌導向文化的壓力，時任西友總裁的堤清二提出「反品牌」的想法。找來包括田中在內的設計師如小池一子、天野勝和杉本貫志一同構思無印良品的圖形標識（p. 848） ，田中提議使用再生紙作為產品包裝材料，並設計了一個簡單的栗色標示，並採用粗體字體呈現品牌的四個漢字。作為該公司的諮詢委員會成員，田中在產品設計方面主張採用金屬和木材材料的自然質感和顏色，反對採用合成塑料的顏料。（p. 169）

### 書籍設計與排版
田中在他的職業生涯中與多名歷史學家、策展人、建築師和藝術家合作，並共同製作了一系列藝術出版物、展覽設計和宣傳材料。其中最知名的書籍包括與吉田光邦合作的《日本風格》（1980），該書與維多利亞和艾伯特博物館的同名展覽同步出版，以及與小池一子合作的《日本色彩》（1981）和《日本設計》（1984）等著作，隨著日本出版業逐漸轉向更少風格化，強調包裝化和工業化的文學製作方法，書籍設計項目在80年代和90年代逐漸減少。 田中也在自己的著作中發表了一些文字，例如《設計的周邊》（1980）和自傳《田中一光：我們設計的時代》（2001）。

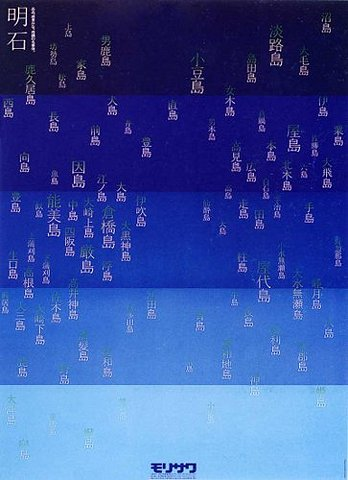
田中的海報展示設計師如何使用文字作為圖形、自我參照的媒介。其中日本島嶼的名稱本身是孤立且規模各異，暗示它們作為浮動陸地的物理狀態。

在田中參與的書籍設計中，版面设计佔據了重要地位，他對排版的深度參與符合戰後時期年輕日本設計師對文本視覺潛力不斷增長的興趣。 這一思想在某種程度上受到了瑞士和美國排版的影響。 在1950年代之前，日本平面設計中的排版主要是手工製圖，包括田中在內的設計師試圖建立“日本文字”，這是一種被認為是獨特日本風格並進行系統標準化的字體美學 。他特別關注美國大眾消費主義視覺語言中文本的顯著地位，採用一種將文本視為視覺交流核心模式，而非僅僅是圖像輔助工具的平面設計方法。
在為森澤股份有限公司設計的一系列印刷品中，田中展現了對字母視覺表現力的深刻關注。 在其中一幅作品中，他將不同筆畫類型分離成填滿畫面表面的離散形式，將它們從原始的日本汉字背景中抽象化。 另一件作品則採用古老的象形符号，在黑色背景上以粉白的質感印刷。
在職業生涯的後期，田中設計出一種靈感來自博多尼的明體「光朝」，該字體利用了粗細筆畫之間的強烈對比、三角形的魚鱗（襯線）和充分的擠壓而呈現效果。（p. 25）

### 時尚
自1960年代末和70年代開始，田中展開了與幾位日本時尚設計師的合作。其中為森英惠設計初標誌性的蝴蝶品牌標誌，並為該系列創作了一系列視覺素材，包括一部面向國際市場的時尚設計師紀錄片（p. 25） 。 1979年，他為三宅一生的系列設計的「IM」圖案，該圖案於2021年再次呈現，成為公司新「IM Men」系列的標誌。
1990年代末，田中為菲拉格慕設計了促銷海報。此外，他還為1998年在草月會館舉辦的「菲拉格慕 - 鞋藝術」展覽製作展覽材料並設計了目錄。

## 遺產
2008年，田中一光檔案館在福島縣須賀川市的CCCA現代平面藝術中心（已於2022年關閉）正式成立。檔案館收藏包括約2,700張海報作品、3,600個書籍設計作品、9,500本書籍、25,000件攝影材料以及55,000份文件和信函。
田中的藝術作品當前則廣泛收藏於全球眾多博物館的永久收藏品，包括南加州大学亚太博物馆、沃克藝術中心、現代藝術博物館、印第安納波利斯藝術博物館、密歇根大學藝術博物館、庫珀·休伊特國立設計博物館、動力博物館、大英博物馆、納舍藝術博物館、普利司通美術館，以及維多利亞和艾伯特博物館。

## 榮譽
- 1954年：日本宣傳美術會（日语：日本宣伝美術会）會員獎
- 1966年：每日設計獎（英语：Mainichi Design Prize）
- 1968年：華沙國際海報雙年展銀獎
- 1973年：每日設計獎、講談社出版文化獎書籍設計獎
- 1980年：藝術選奨新人獎
- 1986年：紐約ADC金獎、東京ADC（日语：東京アートディレクターズクラブ）會員最高獎
- 1988年：每日艺术奖
- 1991年：日本文化設計大獎
- 1994年：紫綬褒章
- 1997年：朝日獎[40]
- 1999年：東京TDC會員金獎、亀倉雄策獎
- 2000年：文化功勞者

## 設計作品
- 產經観世能（1954年 - 1983年）[41]
- 舊館林市庁舎·色彩計畫（1963年）[42]
- 香煙「LONG PIECE（日语：ピース_(たばこ)）」·包裝設計（1964年）
- 1964年夏季奥林匹克运动会·參加獎牌背面，設施象徵設計（1964年）[43]
- 1972年冬季奥林匹克运动会·參加獎牌背面，參加招待函設計（1970年）
- 1970年世界博覽會政府館1號館，展示設計（1968年 - 1970年）
- 日本的選擇：每日新聞社（1973年）[44]
- 西武美術館（日语：セゾン美術館）·藝術指導（1975年 - 1986年）
- 難波CITY（日语：なんばCITY）·製作（1978年）
- 三宅一生·品牌標誌（1979年）
- Japan Style展（1980年）
- 無印良品·整體設計（日语：トータルデザイン）（1980年）
- IBC岩手放送·企业识别設計（1985年）
- 1985年世界博覽會（日语：Expo_85_(Tsukuba,_Japan)）（筑波萬博）·象徵標誌（1985年）
- 銀座圖形畫廊·象徵標誌（1986年）
- LOFT·象徵標誌（1987年）
- 田中一光 設計的十字路口展（1987年）
- 海遊館·象徵標誌（1989年）
- 伊爾宮殿酒店（日语：ホテル・イル・パラッツォ）·視覺總體設計（1989年）
- 鬱金香電視台·象徵標誌（1990年）
- Gallery Ma（1990年）
- 大阪大學·校徽設計（1991年）
- 東京邊境國際象徵標誌 設計比賽第一名（1992年）
- 新東京國際機場第二旅客終端大樓·壁畫設計（1992年）[45]
- STOP AIDS（1993年）
- 威尼斯雙年展日本館（1995年）[46]
- 寫樂二百年（1995年）[47]
- 三宅一生展（1990年・1992年・2000年）
- 菲拉格慕展·平面設計（1998年）[48]
- 拓殖大學 視覺識別設計（2000年）[49]
- 馬卡里納餐廳：北海道真狩村（1997年）[50]
- 奈良電視台·CIS設計（未知）
- 大阪新聞（日语：大阪新聞）·題字（1995年 - 2002年）
- 石丸電氣（日语：石丸電気）·象徵標誌（1971年 - 2009年）[51]

東京造形大學校徽
LOFT
季節信用
拓殖大學校徽
大阪大學校徽

### 著作
- 《設計的周邊》 - 白水社，ISBN 978-4560039427
- 《從設計工作桌看》 - 白水社，ISBN 978-4560039434
- 《設計的前後左右》 - 白水社，ISBN 978-4560038611
- 《田中一光自傳 我們設計的時代》 - 白水社，ISBN 978-4560073704
- 《走向設計》 - 白水社，ISBN 978-4560073391
- 《傳統與今日的設計》 - トランスアート，ISBN 978-4924956889

## 關聯人物
- 龜倉雄策
- 早川良雄（日语：早川良雄）
- 永井一正（日语：永井一正）
- 伊坂芳太良（日语：伊坂芳太良）
- 吉原治良（日语：吉原治良）
- 横尾忠則
- 原弘（日语：原弘）
- 福田繁雄
- 原田維夫（日语：原田維夫）
- 片山利弘（日语：片山利弘）
- 宇野亞喜良（日语：宇野亜喜良）
- 浅葉克己（日语：浅葉克己）
- 岡本滋夫（日语：岡本滋夫）

田中一光設計室出身的設計師
- 太田徹也（日语：太田徹也）
- 坪内祝義
- 木下勝弘
- 秋田寛（日语：秋田寛）
- 廣村正彰（日语：廣村正彰）
- 松吉太郎
- 小島利之

## 外部連結
- Art Directors Club biography, portrait and images of work
- Work of Ikko Tanaka （页面存档备份，存于） at YouTube
- Work for Issey Miyake （页面存档备份，存于）
- Online works （页面存档备份，存于） at MoMA
- Online works （页面存档备份，存于） at USC Pacific Asia Museum
- Online works （页面存档备份，存于） at University of Michigan Museum of Art